# Svenska Lantmännens Riksförbund
Svenska Lantmännens Riksförbund, S. L. R., var en sammanslutning av Centralföreningar och Lantmannaförbund inom jordbruksnäringen. Syftet var att genom stordrift samordna böndernas behov av råvaror och redskap för driften och därmed kunna pressa priserna. Samtidigt ville man påverka marknaden så att bönderna skulle få avsättning för sin produktion till så bra priser som möjligt.
Idén till detta kom 1895, och 1905 blev S. L. R. verklighet. Organisationen är i tre led: I toppen S. L. R., därunder ett antal Centralföreningar som i sin tur sammansätts av lokala lantmannaföreningar, vanligtvis omfattande en socken eller motsvarande område.
Strävan var att göra det hela så lika som möjligt över hela Sverige, men lokala omständigheter och traditioner gjorde detta ibland omöjligt. Därför blev det i många fall en direktanslutning till Centralföreningarna med förbigående av lokalföreningarna.
Stadgarna för Riksorganisationen fastslog att ändamålet är att för medlemmarnas räkning idka handelsrörelse med jordbruksförnödenheter och jordbruksprodukter. Sammantaget är det alltså fråga om en affärsrörelse.
De första lokalföreningarna drevs förhållandevis primitivt utan alltför stor ekonomisk kunskap. Sakkunskapen även hos de mest avlägsna föreningarna förbättrades dock efter hand. Centralföreningarna bedrevs emellertid redan från början enligt fullt affärsmässiga principer.
Inköpshandeln omfattade i huvudsak:
- Gödselmedel
- Fodermedel
- Utsäde
- Motorbränsle och smörjmedel
- Skördegarn
- AIV-syra
- Mineralfoder
- Betningsmedel
- Desinfektionsmedel

I mindre omfattning handlades det även med:
- Kol och trävaror
- Byggnadsmaterial
- Maskiner och jordbruksredskap

Produktavsättningen rörde sig om:
- Spannmål
- Potatis
- Hö och halm
- Ved
- Smågrishandel

Under åren har många lagerlokaler med stor kapacitet byggts, bland annat silor. Därigenom har man kunnat konjunkturanpassa inköp och försäljning på förmånligaste sätt.
Lokalföreningarna var ofta i början organiserade som mbpa-företag, men dessa har senare ombildats till företag upa.
I början sattes insatsen till 10 kr/hektar, som inte behövde betalas kontant och omgående, men borde avbetalas inom rimlig tid, varmed menades inom 5 eller allra högst 10 år. Enligt stämmobeslut har ofta uppstående vinster, räntor med mera medgivits kvarstå såsom lån till Centralföreningarna, som därmed fått ökad ekonomisk kraft. Ofta har dessa tillförda medel kunnat uppgå till flera gånger den guldna insatsen.

## Internkontroll
Riksförbundet hade stadgeenlig rätt att granska Centralföreningarnas förvaltning, och dessa har motsvarande rätt mot de anslutna lokalföreningarna. Vid utseende av revisorer måste tillses att dessa har erforderlig fackkunskap.

## Arbetsordning
Anslutna föreningar hade allmän inköpsplikt med sin överordnade organisation. Leveransplikt för spannmål till den överordnade organisationen rådde ursprungligen endast inom  Arosbygdens Lantmannaförbund och Handelsföreningen i Enköping. För övriga Centralföreningar har meningarna om plikt eller inte plikt varit mycket delade.
Inom Riksförbundet fanns ett förtroenderåd med representanter från alla Centralföreningarna, där frågor av principiell betydelse dryftas.
När särskilt anses påkallat kunde även alla centralföreningsdirektörer samlas för diskussion av uppstående frågor.
Direktörernas närmaste underordnade samlades också då och då för instruktion och diskussion. Därutöver kan det förekomma lokala forum för filialchefer, lokalföreningsföreståndare med flera.
Även om enhetlighet eftersträvades var ändå Centralföreningar sins emellan och gentemot Riksförbundet helt självständiga företag.

## Medlemmar i S.L.R.-organisationen
1941 var följande 20 organisationer anslutna, här listade i ordning efter anslutningsåret:
- 1903 Blekinge Lantmannaförbund med huvudkontor i Karlshamn och filialer i Bergkvara, Karlskrona, Ronneby, Sölvesborg och Lyckeby
- 1904 Skånska Lantmännens Centralförening med huvudkontor i Malmö och filialer i Helsingborg, Åstorp, Ängelholm, Ystad, Trelleborg, Kristianstad, Åhus, Simrishamn, Landskrona, Kävlinge och Hässleholm
- 1904 Hallands Lantmäns Centralförening med huvudkontor i Falkenberg och filialer i  Halmstad, Varberg och Laholm
- 1904 Värmlands Lantmannaföreningars Centralförening med huvudkontor i Karlstad och filialer i  Kristinehamn, Säffle, Arvika, Sunne, Torsby och Edebäck
- 1904 Lantmännens Centralförening i Jämtlands län med huvudkontor i Östersund
- 1905 Sörmländska Lantmännens Centralförening med huvudkontor i Nyköping och filialer i Eskilstuna, Flen, Gnesta, Katrineholm, Strängnäs och Södertälje
- 1905 Örebro Läns Lantmäns Centralförening med huvudkontor i Örebro och filialer i Arboga, Ullersäter, Askersund, Ervalla, Fjugesta, Karlskoga, Kumla, Sköllersta, Kvistbro, Lindesberg, Nora, Odensbacken och Vretstorp
- 1906 Östgöta-Lantmännens Centralförening med huvudkontor i Norrköping och filialer i Linköping, Skänninge, Hästholmen, Ljungs Råby, Motala, Vadstena, Hedaslätt, Valdemarsvik och Kisa
- 1906 Skaraborgs Läns Lantmäns Centralförening med huvudkontor i Lidköping och filialer i Mariestad, Skara, Skövde, Falköping, Töreboda, Stenstorp, Götene, Jula, Lugnås, Vara, Kvänum, Hova, Grästorp, Främmestad, Järpås, Tådene och Tidan
- 1906 Gotländska Lantmännens Centralförening med huvudkontor i Visby
- 1906 Västerbottens Lantmannaföreningars Förbund med huvudkontor i Umeå och filialer i Skellefteå, Spöland, Vindeln och Ånäset, Nysätra socken
- 1907 Vestra Sveriges Landtmäns Centralförening med huvudkontor i Göteborg och filialer i Uddevalla, Borås, Brålanda, Mellerud, Trollhättan, Fjällbacka, Dalbergså och Högstorp
- 1909 Jönköpings Läns Lantmäns Centralförening med huvudkontor i Jönköping och filialer i Eksjö, Nässjö, Tranås, Vetlanda och Värnamo
- 1916 Mälardalens Lantmannaförbund med huvudkontor i Stockholm, och filialer i Uppsala, Rimbo, Norrtälje och Knivsta
- 1924 Lantmännens Handelsförening med huvudkontor i Enköping och filialer i Frösthult och Fjärdhundra
- 1925 Medelpads Lantmannaförbund med huvudkontor i Sundsvall
- 1926 Ångermanlands Lantmannaförbund med huvudkontor i Härnösand och filial i Örnsköldsvik
- 1930 Norra Kalmar Läns Lantmäns Centralförening med huvudkontor i Västervik och filialer i Vimmerby, Gamleby och Helgenäs
- 1932 Norrbottens Lantmannaförbund med huvudkontor i Luleå och filialer i Piteå, Haparanda och Kalix
- 1936 Arosbygdens Lantmannaförbund med huvudkontor i Västerås och filialer i Grillby, Köping, Sala och Gefle (A.-B. John A. Fors)

## Källa
- Leonard Wahlman: Med S. L. R.-märket i toppen, Särtryck ur Jordbrukets ekonomiska föreningsrörelse, Lantbruksförbundets tidskriftsaktiebolag, (LTs förlag), Stockholm 1941

1. ↑  Vår historia, läs online, läst: 14 oktober 2024.[källa från Wikidata]